# Municipio de Encarnación de Díaz
El municipio de Encarnación de Díaz es uno de los ciento veinticinco municipios en que se divide el estado de Jalisco, México. Forma parte de la región Altos Norte. Durante el periodo virreinal, Encarnación de Díaz formó parte del Reino de Nueva Galicia, y posteriormente, de la Intendencia de Guadalajara, dentro del Virreinato de la Nueva España. En la actualidad, también se le considera parte de la macrorregión del Bajío mexicano, por su ubicación geográfica y vínculos históricos, económicos y culturales de dicha zona.

## Toponimia
Recibió el nombre de Villa de Nuestra Señora de la Encarnación de los Macías, sin embargo se le cambió el nombre en honor del General Porfirio Díaz, por sus triunfos obtenidos durante la Intervención Francesa.

## Historia
Los primeros pueblos que habitaron la región fueron las naciones chichimecas, nombre que daban los mexicas a un conjunto de pueblos originarios que habitaban el Centro-occidente y norte del país.
Las bajas que tuvieron los conquistadores españoles en la región de los Altos de Jalisco debido a los ataques chichimecas, los condujeron a contestar con una táctica bélica de etnocidio. Llevaron al Bajío Occidente a milicianos rurales castellanos, algunos de ellos de ascendencia francesa, conducidos en la alta Edad Media para repoblar el centro de España. No obstante igualmente los hubo portugueses, italianos y oriundos de Flandes, que con anterioridad habían luchado contra turcos y moros. Contra estos últimos en el periodo histórico comprendido de la península ibérica, conocido como: “La Reconquista”.
Estos soldados, campesinos, adelantados españoles, y algunos cristianos nuevos, se establecieron con patrones de propiedad privada y con una ideología católica, mezclándose con algunos chichimecas que habían quedado.
Durante los siglos XVI y XVII, el norte de la Nueva Galicia —hoy correspondiente a regiones como los Altos de Jalisco, Aguascalientes y parte de Zacatecas— fue paulatinamente colonizado por familias españolas, muchas de las cuales poseían orígenes diversos: castellanos, extremeños, andaluces, portugueses e incluso criptojudíos con linaje sefardí o cierta ascendencia árabe a través de la convivencia peninsular. Estas familias llegaron como parte de la expansión agrícola, ganadera y militar impulsada tras la pacificación de los pueblos indígenas locales. Su asentamiento quedó registrado en fuentes eclesiásticas (libros parroquiales de bautismos, matrimonios y defunciones), así como en documentos civiles (mercedes de tierras, testamentos y padrones). Una de las obras genealógicas más completas sobre este fenómeno es Retoños de España en la Nueva Galicia, de Mariano González-Leal, que compila una gran cantidad de linajes que poblaron estas regiones desde el periodo virreinal temprano. Entre los apellidos más antiguos y representativos de estos primeros colonos destacan: 
Aceves, Alba (de), Alcalá y Mendoza, Aldrete, Álvarez del Castillo, Álvarez-Tostado, Anava, Anda-Altamirano (de), Aranda, Ascencio de León, Azuela de San Palayo (de la), Camacho-Riquelme, Camarena, Carlín, Casillas y Cabrera, Cuéllar, Chávez-Fragoso, Díaz del Castillo, Díaz-Infante, Díaz-Varela, Díaz de Sandi, Enríquez del Castillo, Escoto-Tovar, Esquivel y Vargas, Estévez y Guzmán, Estrada-Bocanegra, Fernández de Palos, Fernández de Rueda, Fernández de San Salvador, Flores-Alatorre, Flores de la Torre, Franco de Cueva, Franco de Escalante, Franco de Paredes, Gallegos, Galván de Rojas, García de Hermosillo, García de León, Gómez de Espejo, Gómez-Hurtado de Mendoza, Gómez de Portugal, González del Castillo, González de Hermosillo, González de Laris, González-Rubio, González de Rubalcava, González de San Román, Guerra, Guerra de San Román, Gutiérrez de Hermosillo, Gutiérrez de Laris, Gutiérrez de Mendoza, Gutiérrez-Rubio, Gutiérrez de Velasco, Helguera (de la), Hernández-Gamiño, Herrera, Hurtado, Hurtado de Mendoza, Hurtado de Mendoza y Olivares, Issasi, Jiménez de Castro, Jiménez de Mendoza, Landeros, Leal de Avala, Lomelín (Lomellini), López de Heredia, López de Lara, López de Nava, López de Rivadeneyra, Lozano-Isla, Macháin, Macías-Valadez, Manzo de Zúñiga, Márquez de los Olivos, Martín del Campo, Martín-Gallardo, Martín de Sotomayor, Mora-Hurtado de Mendoza (de la), Moreno de Ortega, Mota-Padilla (de la), Muñoz de Hermosillo, Muñoz de Jerez, Muñoz de Nava, Murguía, Navarro-Gaytán, Ortiz de Parada, Ortiz-Peguero, Padilla-Dávila, Parga y Gayosso, Peña (de la), Pérez-Franco, Pérez de Paredes, Pérez-Sandi, Portillo (del), Rábago, Ramírez de Hermosillo, Ramírez de Mendoza, Rentería, Reynosa y Rentería, Rodríguez de Portugal, Romero de Chávez, Romo de Vivar, Ruiz de Esparza, Sáinez de Santiago, Sánchez de Porras, San Román, Tavera de la Vega, Tello de Orozco, Torre-Ledesma (de la), Torres, Valdivia, Vázquez de Victoria, Vázquez de Zermeño, Verdín.
Gracias a esta documentación, es posible identificar algunos de los apellidos más antiguos registrados en la región, muchos de los cuales han perdurado hasta nuestros días, formando parte esencial del linaje y la identidad cultural de Jalisco y sus alrededores. No es de extrañar, por tanto, que muchos de estos apellidos se repitan en Zacatecas, Aguascalientes y los Altos de Jalisco, pues gran parte de estas familias formaban parte de un mismo tronco genealógico que, a lo largo de generaciones, se fue ramificando y asentando en distintas localidades de la región, creando un entramado familiar común que aún perdura en los registros y en la memoria de muchas comunidades actuales.
La población la fundó Manuel Agustín Calvillo en 1760 en el Sauz de los Macías; se le deseaba dar el nombre de Villa de Nuestra señora de la Encarnación de los Siete Príncipes; por ser siete los principales donantes; a lo que el 18 de agosto del mismo año se le otorga el nombre de Villa de Nuestra Señora de la Encarnación de los Macías.  Rumbo al norte, pasó por el poblado Don Miguel Hidalgo y Costilla después de la derrota en Puente de Calderón. Lo custodiaba él General Agustín Marroquín, quien atacó el fuerte en el cerro el Baluarte, defendido por las tropas realistas, a los que derrotó. No capitalizó la victoria pues, como viese una nube de polvo que se acercaba en el camino, creyó que les llegaban refuerzos a las tropas  realistas y huyó. El 8 de febrero de 1766, Don José Basarte, presidente de la Real Audiencia, le concedió él título de Villa, llegando a ser con el tiempo paso a jornada del camino Real México-Santa fe.
Cabe señalar que el análisis de diversas fuentes documentales, tanto civiles como eclesiásticas del siglo XVI, provenientes de la región de los Altos de Jalisco y específicamente del municipio de Encarnación de Díaz, evidencia una presencia temprana de personas de origen africano —tanto esclavizadas como libres—, así como de mulatos, indígenas y otros grupos clasificados dentro del sistema de castas virreinal. Estas personas fueron empleadas en distintos ámbitos conforme a su clasificación social y condición legal, frecuentemente en contextos de trabajo forzado o servidumbre.
La presencia de personas negras y mulatas en los Altos de Jalisco se remonta al siglo XVI, cuando llegaron junto con los primeros colonizadores españoles y portugueses, quienes establecieron las primeras haciendas y estancias en la región del Bajío mexicano.
Los esclavizados de origen africano fueron empleados principalmente en actividades agrícolas, ganaderas y domésticas. Provenían de diversas regiones del continente africano, especialmente de Guinea, Mozambique, Angola y el Congo, y eran trasladados a través del Camino Real México-Zacatecas.
Además de los africanos, diversos grupos indígenas y personas mestizas también fueron empleados en labores productivas dentro de las haciendas y estancias. Su trabajo abarcaba desde la producción agrícola y ganadera hasta tareas del ámbito doméstico.
Entre las haciendas que destacaron por el uso de mano de obra esclavizada se encuentran “La Mariquita”, propiedad de las familias Gómez-Portugal-Arrona; así como San Antonio de los Sauces, la hacienda de los Sauces, Atotonilquillo, y otras estancias menores como Río de los Sauces, de los Pedrosa, de los Lomelín, de los Romo, La Estanzuela, de los Villalobos, de los Alonso de los Ynojos y de los Delgado, el Puesto de San Miguel de los Alba, de los Villaseñor, y en el propio Sitio del Sauz de los Macias, de los Macias-Valadez, de los Ramírez y de los Cuellar, de entre muchas otras estructuras similares utilizadas con fines productivos.
Con el paso del tiempo y tras el fin de la época virreinal, el sistema de castas dejó de utilizarse oficialmente en los territorios que formaban parte del antiguo virreinato. Su desaparición fue inevitable, aunque en gran medida solo ocurrió en el ámbito documental. En los registros escritos, las categorías que antes clasificaban a la población en diversas castas y grupos étnicos —incluyendo los del municipio de Encarnación de Díaz— dejaron de aparecer.
La municipalidad de Encarnación de Díaz es de creación anterior a 1824, ya que el decreto del 27 de marzo de ese año ya menciona su existencia. Desde 1825 dependió del 2.º Cantón de Lagos hasta 1843 en que pasó a depender del 11.º Cantón de Teocaltiche; el 21 de marzo de 1872 se erige en Departamento la villa de Encarnación. Recibió el título de ciudad el 26 de febrero de 1879 por decreto del Congreso del Estado y siendo Presidente de México Porfirio Díaz. Su archivo municipal empezó a funcionar el 14 de enero de 1867, pero en 1914, durante la Revolución mexicana, fue destruido parcialmente; en la actualidad se conservan datos de 1915 a la fecha.
Durante la década de 1930 se asentaron en Encarnación de Díaz un centenar de familias provenientes de España, específicamente del País Vasco y de Andalucía; con la finalidad de refugiarse tras el desarrollo de la guerra civil española. 
Al sitio arribaron también (aunque en menor cantidad) ciudadanos de Francia.
Cierto número de familias abandonó la Zona de los Altos Norte en los años 50 para reubicarse en la Región de la Ciénaga de Michoacán, en los municipios de: Villamar, Marcos Castellanos y Cojumatlán.

## Demografía
Según el Censo de Población y Vivienda 2020, su población en ese año era de 53,039 personas; de las cuales el 48.2 por ciento eran hombres y 51.8 por ciento mujeres. Comparando este volumen poblacional con el del año 2015 (53,555 habitantes), se observa que la población municipal disminuyó un 0.96 por ciento en cinco años. 
| Gráfica de evolución demográfica de Municipio de Encarnación de Díaz entre 2000 y 2020 |
|                                                                                        |
| Fuente: Instituto Nacional de Estadística Geografía e Informática                      |

En el año 2010 estaba clasificado como un municipio de grado muy bajo de vulnerabilidad social, con el 11.79% de su población en estado de pobreza extrema.
La población del municipio está mayoritariamente alfabetizada (8.27% de personas analfabetas al año 2010), con un grado de escolarización en torno de los 6.5 años. Solo el  0.32% de la población se reconoce como indígena.
El 98.26% de la población profesa la religión católica. El 0.96% adhiere a las iglesias Protestantes, Evangélicas y Bíblicas.

### Localidades
En 2020 Encarnación de Díaz contaba con 333 localidades, de éstas, 56 eran de dos viviendas y 112 de una. La localidad de Encarnación de Díaz era la más poblada, con 27,833 personas, que representaban el 52.5% de la población del municipio; le seguía Bajío de San José con el 7.7%, Mesón de los Sauces con el 4.7%, El Tecuán con el 4% y San Sebastián del Álamo con el 3.8% del total municipal.
| Código INEGI      | Localidad                | Población (2020) |
| ----------------- | ------------------------ | ---------------- |
| 140350001         | Encarnación de Díaz      | 27 833           |
| 140350017         | Bajío de San José        | 4 062            |
| 140350138         | Mesón de los Sauces      | 2 483            |
| 140350277         | El Tecuán                | 2 143            |
| 140350251         | San Sebastián del Álamo  | 2 017            |
| 140350259         | Santa María Transpontina | 1 460            |
| Otras localidades | Otras localidades        | 13 041           |
| Total municipal   | Total municipal          | 53 039           |

## Migración
El índice de intensidad migratoria se ubicó en 61.66, lo que significa un grado de intensidad migratoria Medio

## Pobreza por carencia social
Respecto a las carencias sociales en 2020, destaca que el indicador de carencia por acceso a la seguridad social es el acceso a la seguridad social, con un 66.5 por ciento, que en términos absolutos representa 32,347 habitantes. En contraste, el que menos proporción de población presentó fue el de calidad y espacios de la vivienda, con el 2.7 por ciento. Otros indicadores como acceso a servicios de salud, rezago educativo, acceso a servicios básicos de la vivienda y acceso a la alimentación se ubicaron en 27, 23, 8 y 6 por ciento respectivamente.

## Descripción geográfica

### Ubicación
El municipio de Encarnación de Díaz se localiza en la región altos Norte del estado de Jalisco. Sus municipios colindantes son Teocaltiche, Lagos de Moreno y San Juan de los Lagos. Tiene una extensión territorial de 1250.29 kilómetros cuadrados.
El municipio colinda al norte con el estado de Aguascalientes y el municipio de Lagos de Moreno; al este con el municipio de Lagos de Moreno; al sur con los municipios de Lagos de Moreno, San Juan de los Lagos y Teocaltiche; al oeste con el municipio de Teocaltiche y el estado de Aguascalientes.

## Medio físico
El 74.5% del municipio tiene terrenos planos, es decir, con pendientes menores a 5° y la roca predominantes es una combinación de arenisca - conglomerado (37.8%), compuesta por rocas sedimentarias epiclásticas. El suelo predominante es planosol (52.7%), desarrollados en relieves planos que suelen inundarse. Medianamente profundos, con vegetación natural de pastizal o matorral. Tienen una capa subyacente impermeable. Se utilizan con rendimientos moderados en la ganadería. Son muy susceptibles a la erosión en las capas superficiales. La agricultura (58.6%) es el uso de suelo dominante en el municipio.

### Hidrografía
Los tipos de recursos hídricos del municipio están constituidos por aguas subterráneas, ríos y lagos. El territorio está ubicado dentro de 5 acuíferos de los cuales el 2.3% no tienen disponibilidad y el 97.7% se encuentra con disponibilidad de agua subterránea. 
El territorio municipal está dentro de las cuencas Río Encarnación, Río Grande, Río de Lagos de las cuales el 100.0% tienen disponibilidad y el 0.0% presentan déficit de disponibilidad de agua superficial.
Sus recursos hidrológicos son proporcionados principalmente por el río Encarnación, que nace en el noroeste del municipio, con el nombre de Los Sauces cuyas aguas dan lugar a la presa de La Cascarona y, aguas abajo, a la de San Pedro. Esta corriente fuera del municipio cambia su nombre por el de río Verde. También están los arroyos: los Lomelí y Los Mojados, además de las lagunas y presas: Guadalupe, San Isidro, San Pedro, La Atómica y El Capullo.

### Clima, temperatura y precipitación
La mayor parte del municipio (52.7%) tiene clima semiárido semicálido. La temperatura media anual es de 15.2 °C, mientras que sus máximas y mínimas promedio oscilan entre 29.1 °C y 5.3 °C respectivamente. La precipitación media anual es de 635mm. El régimen de lluvias se registra en julio. El promedio anual de días con heladas es de 26 en los meses de octubre a abril. Los vientos dominantes son en dirección del noroeste en los meses de noviembre a febrero y en dirección del sureste en los meses de marzo a octubre.

## Áreas naturales protegidas
Encarnación de Díaz cuenta con 0.4% de humedales sin ningún ANP tipificada dentro de su territorio.

## Sequía
A nivel municipal la sequía excepcional es la que tiene una mayor distribución con un 56.72%, mientras que la extrema, severa, moderada se distribuyen en el 27, 3 y 1 por ciento de su territorio.

## Flora  y fauna
Su vegetación está compuesta por huizache, mezquite, maguey, nopal y álamo. En la región montañosa hay manzanilla.
El coyote, la liebre, el conejo, el zorro y el venado habitan esta región. Además, hay algunos reptiles como: víbora de cascabel y coralillo, así como variedad de aves y algunas mascotas domésticas.

## Infraestructura
El municipio cuenta con 16 servicios públicos, de los cuales destacan 73 escuelas, seguido de 26 templos e instalaciones deportivas o recreación con 19.

### Salud
De acuerdo con los registros de la secretaría de salud, en el municipio se encuentran 14 unidades de servicio de salud como lo son consultorios, hospitales generales y especializados, oficinas administrativas, farmacias, laboratorios, unidades de medicina familiar, de especialidades médicas y móviles. De las cuales 10 corresponden a la Secretaría de Salud (SSJ), 2 unidades de salud son de los Servicios Médicos Privados y 1 módulo del Instituto Mexicano del Seguro Social (IMSS).

## Economía y empleo
Conforme a la información del Directorio Estadístico Nacional de Unidades Económicas (DENUE) de INEGI, el municipio de Encarnación de Díaz cuenta con 2,369 unidades económicas al mes de mayo de 2024 y su distribución por sectores revela un predominio de establecimientos dedicados a Comercio, siendo estos el 47.66% del total en el municipio.

### Empleo
Para junio de 2024 el IMSS reportó un total de 4,058 trabajadores asegurados, lo que representó para el municipio de Encarnación de Díaz un incremento anual de 349 trabajadores en comparación con el mismo mes de 2023, debido al alza del registro de empleo formal de algunos de sus grupos económicos principalmente el de Ganadería. En función de los registros del IMSS el grupo económico que más empleos presentó dentro del municipio de Encarnación de Díaz fue el de Ganadería, ya que en junio de 2024 registró un total de 1,049 trabajadores concentrando el 25.85% del total de asegurados en el municipio. El segundo grupo económico con más trabajadores asegurados fue el de Fabricación de alimentos, que para junio de 2024 registró 605 trabajadores asegurados que representan el 14.91% del total de trabajadores asegurados a dicha fecha.El tercer grupo con más asegurados es el de Servicios personales para el hogar y diversos.

## Índice de desarrollo municipal (IDM)
Encarnación de Díaz obtiene un desarrollo institucional Muy Alto con un IDM-I de 72.4

## Promedio mensual de carpetas de investigación
Durante el periodo de junio de 2023 a mayo de 2024, se abrieron un total de 512 carpetas de investigación con un promedio mensual de 43 carpetas d einvestigación abiertas en donde el delito más investigado fue el de robo de vehículo automotor.

## Turismo
Arquitectura
- Hacienda del Mesón de los Sauces.
- Presidencia Municipal
- Panteón del Señor de la Misericordia.

- Biblioteca "Angel Anguiano"

Artesanías

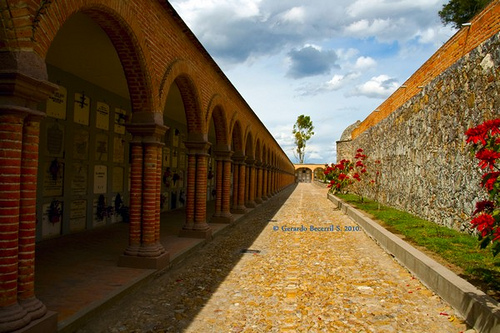
Corredor de lado poniente del panteón de la misericordia

- Elaboración de: Charolas y canastas, Hilados, Metalistería, Muebles tallados, Muñecos de tule, Objetos de hojalata, Petates, Talabartería, Tejido de sarapes, Tejidos de lana, Tejidos de vara, Trabajos de pluma y Vidrio estirado.

Esculturas
- Plaza de Armas.

Gastronomía
- El tradicional pan de “La Chona”.

Iglesias
- Parroquia de Nuestra Señora de la Encarnación (data del siglo XVIII).
- Parroquia de Jesús, María y José (Sagrada Familia).
- Templo de Nuestra Señora de Guadalupe.

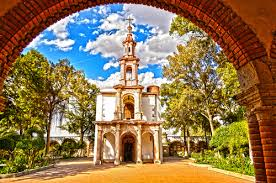
Capilla del Señor de la Misericordia

- Panteón y Capilla del Señor de la Misericordia.
- Centro de Estudios Cristeros: "Alfredo Hernández Quezada" (Museo cristero).

Museos

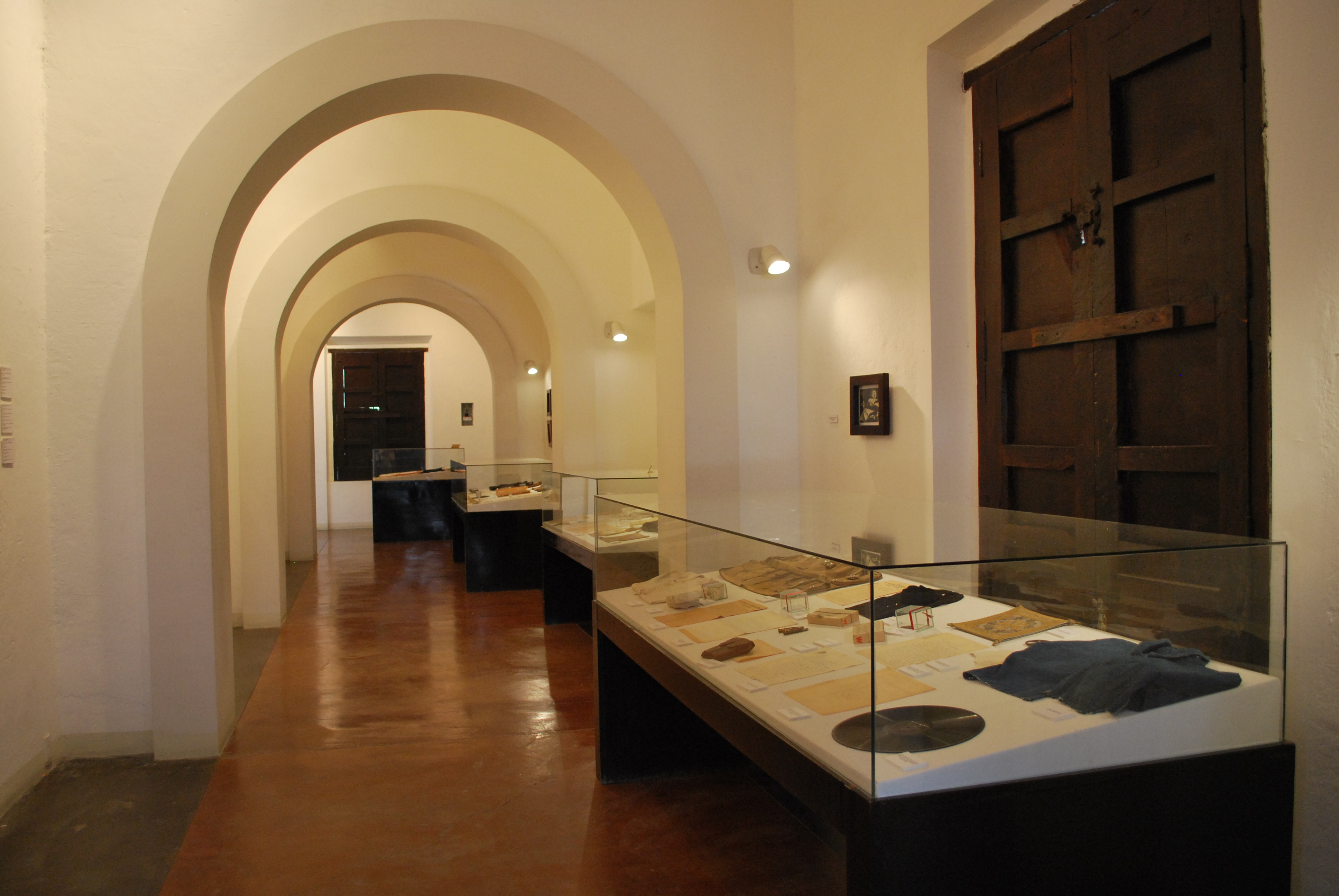
Museo Cristero

- Museo de las Ánimas (Momias), ubicado en el Cementerio Municipal de Encarnación de Díaz.

Parques y reservas
- Parque Nicolás Moreno.
- El Montecillo.
- Los Cedazos.
- Parque infantil del Señor de la Misericordia.

## Fiestas
Fiestas civiles
- Aniversario de la Fundación de la Ciudad / Feria Cultural del 11 al 18 de agosto.

Fiestas religiosas
- Virgen de la Candelaria: 2 de febrero.
- Feria del Quiote: 3 de mayo
- Fiesta en honor a Nuestra Señora de Guadalupe: 12 de diciembre
- Nochebuena (Navidad)

## Hermanamientos
- Aguascalientes,  Aguascalientes, México
- San Sebastián, España[11][12]